# Shenavan (ort i Armenien, Aragatsotn)
Shenavan är en ort i Armenien.   Den ligger i provinsen Aragatsotn, i den västra delen av landet, 40 kilometer norr om huvudstaden Jerevan. Shenavan ligger 1 881 meter över havet och antalet invånare är 1 587.
Terrängen runt Shenavan är varierad. Närmaste större samhälle är Aparan, 12,4 kilometer norr om Shenavan. 
Trakten runt Shenavan består till största delen av jordbruksmark. Runt Shenavan är det ganska tätbefolkat, med 60 invånare per kvadratkilometer.